# Маний Ацилий Авиола (консул 239 г.)
Вижте пояснителната страница за други личности с името Маний Ацилий Авиола.
Маний Ацилий Авиола (на латински: Manius Acilius Aviola) e римски политик и сенатор от плебейския gens Ацилии.
През 239 г. той е консул заедно с император Гордиан III.